# Lyng (Norfolk)
Pour les articles homonymes, voir Lyng.
Lyng est une paroisse civile et un village du Norfolk, en Angleterre.